# Spalding-Rigdon-Theorie zur Urheberschaft des Buches Mormon
Die Spalding-Rigdon-Theorie zur Urheberschaft des Buches Mormon besagt, dass die wesentlichen nichtreligiösen Aussagen im Buch Mormon als Plagiat von Solomon Spalding und anderen Autoren übernommen wurden. Die Theorie wurde erstmals 1834 von E. D. Howe schriftlich erläutert im Buch Mormonism Unvailed. Im Zentrum steht dabei Sidney Rigdon, der laut der Theorie mit Joseph Smith und Oliver Cowdery das Buch Mormon verfasste. Rigdon beteuerte, durch Lesen jenes Buches der erste bekehrte Anhänger der Kirche Jesu Christi der Heiligen der Letzten Tage (HLT) geworden zu sein. Howe betrachtet diese Beteuerung als nachträgliche Erfindung, um die wahren Ursprünge des Buches Mormon zu verdecken.
Heutige HLT-Vertreter betrachten die Theorie als widerlegt und diskreditiert, da „wenige Historiker – ob freundlich oder feindlich gegenüber dem Anspruch der Kirche Jesu Christi der Heiligen der Letzten Tage – die Spalding-Rigdon-Theorie vertreten.“

## Spaldings Manuskripte
Bis 1812 verfasste Spalding eine historische Romanze mit dem Titel Manuscript Found. Spalding übergab 1812 seine Schrift Manuscript Found in Pittsburgh dem Buchverlag Patterson & Lambdin, um sie drucken zu lassen. Spalding starb 1816, ohne Manuscript Found zurückerhalten zu haben. Gedruckt wurde damals ebenfalls nichts.

### Das Oberlin-Manuskript
Die Kopie eines nicht komplett fertiggestellten Manuskripts einer historischen Erzählung Spaldings  aus der Zeit von 1809 bis 1812 über die Entdeckung Amerikas durch Römer existiert unter den Namen „Oberlin Manuscript“ bzw. „Honolulu Manuscript“. Der Text beginnt mit der Einleitung, es handele sich um einen Bericht, „der auf 24 Pegamentrollen in einer Höhle am Ufer des Conneaut Creek gefunden und übersetzt worden sei“.
1884 wurde dieser Text als Manuscript Story – Conneaut Creek wieder aufgefunden und veröffentlicht. Das Manuskript ist im Besitz des Oberlin College in Ohio. Verschiedene Autoren sehen vielfältige Parallelen zwischen dem Buch Mormon und jenem Manuskript.
Dieses Manuskript Spaldings erzählte die Geschichte einer Gruppe römischer Seefahrer, die im vierten Jahrhundert auf dem Weg in die britische Provinz abgetrieben wurden und ein fremdes Land entdecken – Nordamerika. Einer zeichnete seine Erfahrungen mit Indianerstämmen im Osten und Mittleren Westen auf.
1885 veröffentlichte die Reorganisierte Kirche Jesu Christi der Heiligen der Letzten Tage (RLDS) das in der Bibliothek des Oberlin College vorliegende Oberlin-Manuskript wortgetreu wie auch die Korrespondenz zu jenem Manuskript, seiner Aufbewahrung und Übermittlung, bis es in die Hände des Verlages gelangte.

### Das hypothetische verlorene Manuskript
Obwohl das Oberlin-Manuskript, Manuscript Story – Conneaut Creek, nicht die gleiche Geschichte wie Manuscript Found ist, verwies Vernon Holley auf vielfältige Übereinstimmungen zwischen dem früheren Manuskript und dem Buch Mormon. 1977 behaupteten Graphologen, Ähnlichkeiten zwischen Spauldings Handschrift  und jener eines Schreibers entdeckt zu haben, die Teile des Buches Mormon aus Joseph Smiths Diktat transkribierten. Nach erheblicher Aufmerksamkeit der Medien und der Prüfung anti-mormonischer Fachleute nannten sie ihr Urteil voreilig. Die Handschriften ergäben keinen Bezug zwischen Solomon Spaulding und Joseph Smith.

### Ähnlichkeiten mit dem Buch Mormon
Als 1832 Samuel H. Smith und Orson Hyde als Missionare der Heiligen der letzten Tage in Conneaut (Ohio) aus dem Buch Mormon vorlasen, erkannte Nehemiah King, ein Einwohner von Conneaut, der Spalding kannte, der dort gelebt hatte, dass das Gehörte dem Text ähnelte, den er von Spalding kannte.
Daher erklärten im Jahre 1833 Spaldings Bruder John neben sieben Einwohnern Conneauts eidesstattlich, dass Spalding ein Manuskript schrieb, das mit den nichtreligiösen Teilen des Buches Mormon identisch war. Spaldings Witwe erklärte, sie erinnere sich an „die Namen von Nephi und Lehi als die Haupthelden seiner Geschichte“. Diese Erklärungen nahm E. D. Howe 1834 in sein Buch Mormonism Unvailed auf.
Im Juni 1834 erschienen in der Zeitschrift Observer in Hudson (Ohio) Interviews mit einigen der Conneaut-Zeugen.

## Sidney Rigdon

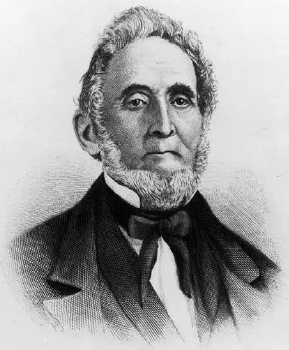
Sidney Rigdon

Die Theorie, dass Sidney Rigdon der Hauptautor des Buches Mormon sei, erschien erstmals in schriftlicher Form in einem Artikel vom 15. Februar 1831. Rigdons Rolle als Autor würdigte im August 1831 ebenfalls ein Artikel von James Gordon Bennett, nachdem er die Region Palmyra–Manchester besuchte und Einwohner befragte.

### Rigdons Abstreiten
1839 bestritt Rigdon in einem Brief an den Herausgeber, mit der Entstehung des Buches Mormon zu tun zu haben. Rigdon gab zu, den  Verlag Robert Patterson flüchtig zu kennen, bestritt aber jede Kenntnis der Druckerei aus erster Hand. Er bestritt ausdrücklich, Solomon Spalding oder dessen Manuskripte zu kennen.

## Spätere Bestätigungen der Theorie
Im Januar 1841 gab Adamson Bentley eine Erklärung ab, in der er sagte: „Ich weiß, wie Sydney Rigdon mir von einem Buch erzählte (dessen Manuskript auf Goldplatten eingraviert war), zwei Jahre bevor das Buch Mormon in diesem Land erschien oder ich davon erfuhr.“
1873 erklärte Darwin Atwater: „Dass [Rigdon] vor dem Kommen des Buches Mormon wusste, ist mir sicher, da er bei den ersten seinen Besuchen bei meinem Vater gegen Ende Januar 1827 davon sprach. Er gab eine wunderbare Beschreibung der Hügel und anderer in Amerika gefundener Antiquitäten und sagte, dass sie von den Eingeborenen hergestellt worden sein müssen. Er sagte, dass ein Buch veröffentlicht werden müsse, das einen Bericht über diese Dinge enthält.“
Im Jahre 1879 gab Rebecca Eichbaum eine Erklärung ab, die Rigdon mit der Druckerei Patterson & Lambdin in Bezug brachte.
Eine Mitteilung von Juli 1816 im Pittsburgh Commonwealth meldet abzuholende Post von der Poststelle in Pittsburgh für Sidney Rigdon – und in derselben Notiz für Solomon Spalding.
Das Buch Who Wrote the Book of Mormon? von Robert Patterson, dem Sohn des Buchverlegers Patterson von Patterson and Lambdin, erläutert mit Aussagen von etwa 30 Augenzeugen, die die beteiligten Personen kannten, dass sie wussten, dass die Spalding-Geschichte wahr ist.
Sidney Rigdons Enkel Walter Rigdon sagte in einem Interview, die Familie wusste, dass die „Goldene Bibel“ ein Scherz war, den Sidney Rigdon und Joseph Smith Junior erfanden, um Geld zu verdienen – und dass sie auf Spaldings Manuskript basierte.

## J. H. Beadles Version der Theorie
Im Buch Life in Utah  erläuterte J. H. Beadle im Jahre 1870 zusätzlich, dass Spalding 1812 das Manuskript Found dem Buchhändler Patterson in Pittsburgh vorlegte, da er es als „historische Romanze veröffentlichen wolle, um die Besiedlung Amerikas zu erklären“. Er fragte, ob Patterson ein fiktives Vorwort schreibe, wonach die Schrift „von in Ohio ausgegrabenen Platten stammt“. Patterson lehnte ab, da er „dafür keinen Bedarf erwartete“. Beadle gab an, dass Sidney Rigdon damals im Büro Pattersons mitarbeitete, der 1826 starb. Spalding starb 1816. Anscheinend wurde das Manuskript nicht zurückgegeben, weil das spätere Schicksal der Kopie des Manuskripts laut Beadle unbekannt sei. Laut Beadle hatte Spaldings Witwe „eine weitere vollständige Kopie, aber im Jahr 1825, als sie in Ontario Co., NY, neben einem Mann namens Stroude wohnte, für den Joe Smith einen Brunnen grub, ging diese Kopie ebenfalls verloren. Mrs. Spalding glaubt, es sei aus ihrem Koffer gestohlen worden.“

## Reaktionen der Kirche Jesu Christi der Heiligen der Letzten Tage
Die meisten Mormonen halten die Spalding-Rigdon-Theorie für wenig glaubhaft und meinen, dass sie, wie vom Maxwell Institute, behauptet, „in schwere Zeiten geriet“.

Im Artikel The Mythical ‘Manuscript Found’ folgerte Matthew Roper: 
„Egal ob man die Spalding-Erklärung oder eine andere Theorie akzeptiert, muss man nicht nur erklären, ob, sondern wie Joseph Smith oder ein anderer Kandidat solch ein Buch schreiben könnte. Auf diesen Punkt einigten sich die Kritiker nie und werden es wohl auch nie. Das Buch Mormon wird für den Ungläubigen immer ein Rätsel sein. Der Heilige der Letzten Tage hat natürlich eine Erklärung, die dieses Rätsel gut umgeht. Für jene, die Joseph Smiths Erklärung des Ursprungs des Buches Mormon nicht glauben wollen, aber den unwissenden Palmyra-Pflugjungen immer noch nicht als verantwortlich für seinen Inhalt ansehen können, ist eine Variation der Spalding-Theorie mit ihrem mythischen „Manuskript gefunden“ vermutlich die beste Fiktion, die sie erfinden können.
Im Jahr 1840 veröffentlichte  Benjamin Winchester als mormonischer Verteidiger, der den Hurlbut-Fall untersuchen sollte, ein Buch, in dem er die Spalding-Theorie als „reine Erfindung“ ablehnte. Winchester schrieb die Entstehung der Geschichte Doctor Philastus Hurlbut zu, einem von Howes Mitarbeitern.

Bezüglich Sidney Rigdons angeblicher Beteiligung erzählte Rigdons Sohn John 1865 von einem Interview mit seinem Vater: 

„Mein Vater sah mich einen Moment an, hob seine Hand über seinen Kopf und sagte langsam mit Tränen in den Augen: ‚Mein Sohn, ich kann vor dem Himmel bezeugen, dass das was ich zum Ursprung [des Buches Mormon] erzählte, wahr ist. Deine Mutter und Schwester, Frau Athalia Robinson, waren dabei, als mir das Buch in Mentor (Ohio), gegeben wurde und alles, was ich je über dessen Ursprung wusste [das Buch Mormon], erzählten mir Parley P. Pratt, Oliver Cowdery, Joseph Smith und die Zeugen, die erklärten, sie sahen die Platten. Bei all meiner Vertrautheit mit Joseph Smith erzählte er mir nur diese eine Geschichte.‘“

Daniel C. Peterson behauptete, dass wenig oder nichts die Spalding-Rigdon-Theorie stütze. Auch „sehr ausgefeilte statistische Analysen“ machten diese zutiefst unwahrscheinlich.

## Maschinelle Textvergleiche
Computeranalysen der Urheberschaft des Buches Mormon sind von der verwendeten Methodik abhängig.
Frühere Analysen der Foundation for Apologetic Information & Research  behaupteten, die Spalding-Rigdon-Theorie werde von solchen Analysen wenig gestützt. 1980 bewertete die von dem Mormonen John Hilton mit nicht-mormonischen Kollegen in Berkeley durchgeführte Studie die Wahrscheinlichkeit, dass Spalding allein Autor des Ersten Buches Nephi sei, mit unter 7,29 × 10−28 sowie mit unter 3 × 10−11 für das Buch Alma.

### Die Jockers-Studie
Die im Jahre 2008 in Stanford erschienene Studie (Jockers et al.) zu Vergleichen des Buches Mormon mit Schriften möglicher Autoren ergab eine hohe Wahrscheinlichkeit dafür, dass maßgebliche Teile des Buches Mormon von Spalding, Rigdon und Oliver Cowdery stammen. „Unsere Analyse stützt die Theorie, dass mehrere Autoren des 19. Jahrhunderts das Buch Mormon schrieben. Insbesondere ergeben sich starke Belege für die Spalding-Rigdon-Theorie der Urheberschaft. In allen Daten finden wir Rigdon als vereinigende Kraft. Sein Wirken dominiert das Buch. Wo andere Kandidaten wahrscheinlicher sind, versteckt sich Rigdon oft im Schatten.“ Die Studie schloss Joseph Smith nicht als einen der möglichen Autoren ein. Durch die Verwendung von Mitautoren durch Smith sei kein Text mit Sicherheit als allein von Smith verfasst zu identifizieren.
Mormonische Kritiker der Studie betonten, die „naive Anwendung der NSC-Methodik“ liefere „irreführende Ergebnisse“, weil sie eine geschlossene Gruppe von sieben Autoren für ihre Studie verwendeten. In ihrer eigenen Studie (Schaalje et al., 2009) stellten jene Kritiker der Brigham Young University fest, dass eine offene Gruppe von Kandidatenautoren „völlig verschiedene Ergebnisse aus einer geschlossenen NSC-Analyse erbrachte“.
Die Jockers-Studie ergab auffällige Übereinstimmungen mit Spalding-Texten für die Bücher Mosiah, Alma und Ether sowie für die erste Hälfte des Buches Helaman. Übereinstimmungen mit Spaldings Texten waren in den Teilen des Buches Mormon gering, die vermutlich nach dem Vorfall mit den verlorenen Seiten (1. Nephi, 2. Nephi und dem Mittelteil von 3. Nephi und Moroni) in Bezug stehen. Übereinstimmungen mit Rigdon-Texten sind im gesamten Buch Mormon verteilt (mit Ausnahme der bekannten Kapitel über Jesaja). Hinzu kamen Bezüge zu Texten von Pratt in 1. Nephi sowie starke Übereinstimmungen mit Texten von Cowdery im Mittelteil Alma und leichtere Übereinstimmungen in Texten ähnlichen Inhalts von Ethan Smiths View of the Hebrews.
Die Studie von Fachleuten der LDS, die ebenfalls im Journal of Literary and Linguistic Computing erschien, kritisierte, dass Jockers et al. mit ihrer Methodik den wahrscheinlichsten Autor der Autorengruppe vorschlagen – auch wenn der Autor nicht darunter sei. Bei der bekannten Urheberschaft der Federalist Papers mit einem Ausschluss von Alexander Hamilton als Kandidatenautor würde Jockers et al. Rigdon wählen, wogegen die Methodik von Schaalje et al. Hamilton als Autor nenne, wenn er vorausgewählt sei – und keinen Autor, wenn Hamilton ausgeschlossen sei.
Mit Joseph Smiths Texten in eigener Handschrift ergab die Schaalje-Methodik, dass stilometrische Beweise weder Smiths Autorenschaft noch jene von Spalding-Rigdon stützen.

## Verweise
- J. H. Beadle: Life in Utah or the Mysteries and Crimes of Mormonism, being an expose' of the Secret rites and ceremonies of the Latter Day Saints, with a full and authentic history of polygamy and the Mormon sect from its origin to the present time. National Publishing Company, Phildelaphia, PA 1870.
- Fawn M. Brodie: No Man Knows My History. Alfred A. Knopf, New York 1971, ISBN 0-679-73054-0.
- Wayne L Cowdrey; Howard A Davis; Arthur Vanick (Hrsg.): Who really wrote the book of Mormon? : the Spalding enigma. Concordia Publ. House, St. Louis 2005, ISBN 0-7586-0527-7 (englisch).
- Eber D. Howe: Mormonism Unvailed. Telegraph Press, Painesville, Ohio 1834.
- Robert Patterson: Who Wrote the Book of Mormon. L H Everts & CO, Philadelphia 1882, ISBN 978-1-332-21205-7.
- Matthew Roper: The Mythical “Manuscript Found”. In: FARMS Review. Band 17, Nr. 2, Maxwell Institute, Provo, Utah, 2005, S. 7–140.
- Solomon Spaulding, Rex C. Reeve (Hrsg.): Manuscript Found: The Complete Original “Spaulding” Manuscript. Religious Studies Center, Brigham Young University, Provo, Utah 1996, ISBN 1-57008-297-9.
- Benjamin Winchester: The origin of the Spalding story, concerning the Manuscript Found; with a short biography of Dr. P. Hulbert, the originator of the same; and some testimony adduced, showing it to be a sheer fabrication, so far as in connection with the Book of Mormon is concerned. Brown, Bicking & Guilbert, Printers, Philadelphia 1840.
- Dan Vogel: Early Mormon Documents. Band 2, Signature Books, Salt Lake City, Utah 1998, ISBN 1-56085-093-0.